# Przemęt (gromada)
Przemęt – dawna gromada, czyli najmniejsza jednostka podziału terytorialnego Polskiej Rzeczypospolitej Ludowej w latach 1954–1972.
Gromady, z gromadzkimi radami narodowymi (GRN) jako organami władzy najniższego stopnia na wsi, funkcjonowały od reformy reorganizującej administrację wiejską przeprowadzonej jesienią 1954 do momentu ich zniesienia z dniem 1 stycznia 1973, tym samym wypierając organizację gminną w latach 1954–1972.
Gromadę Przemęt z siedzibą GRN w Przemęcie utworzono – jako jedną z 8759 gromad na obszarze Polski – w powiecie wolsztyńskim w woj. poznańskim, na mocy uchwały nr 41/54 WRN w Poznaniu z dnia 5 października 1954. W skład jednostki weszły obszary dotychczasowych gromad Perkowo, Przedmieście i Przemęt ze zniesionej gminy Mochy w powiecie wolsztyńskim oraz obszar dotychczasowej gromady Siekówko ze zniesionej gminy Bucz w powiecie kościańskim w tymże województwie. Dla gromady ustalono 20 członków gromadzkiej rady narodowej.
1 stycznia 1960 do gromady Przemęt włączono obszar zniesionej gromady Błotnica w tymże powiecie.
Gromada przetrwała do końca 1972 roku, czyli do kolejnej reformy gminnej. Począwszy od 1 stycznia 1973 na okres trzech lat Przemęt utracił funkcje administracyjne, a obszar zniesionej gromady Przemęt wszedł w skład reaktywowanej gminy Mochy. Dopiero 15 stycznia 1976, w związku ze zniesieniem gminy Mochy, w powiecie wolsztyńskim  powstała obecna gmina Przemęt (gmina Przemęt – jako jednostka zbiorowa – funkcjonawała także wcześniej w latach 1934-1945).